# Kalínovka (Bélgorod)
|  | Per a altres significats, vegeu «Kalínovka». |

Kalínovka - Калиновка (rus) - és un poble (un khútor) de l'óblast de Bélgorod, a Rússia. El 2010 tenia 53 habitants. Pertany al districte (raion) de Novi Oskol.